# Tayoltita, Durango
Tayoltita är en ort i Mexiko.   Den ligger i kommunen San Dimas och delstaten Durango, i den centrala delen av landet, 900 km nordväst om huvudstaden Mexico City. Tayoltita ligger 536 meter över havet och antalet invånare är 5 124.
Terrängen runt Tayoltita är bergig åt sydost, men åt nordväst är den kuperad. Tayoltita ligger nere i en dal. Runt Tayoltita är det mycket glesbefolkat, med 3 invånare per kvadratkilometer. Tayoltita är det största samhället i trakten. I omgivningarna runt Tayoltita växer i huvudsak blandskog.